# 独山山寨
独山山寨，是位于中国山东省泰安市东平县大羊镇展庄村的一个金代及明代时期古建筑，2016年入选泰安市第四批文物保护单位。
独山山寨是旧时村民修建用以防兵防匪的建筑物，面积2400平方米，寨墙、寨门保存完好。